# Iaitō

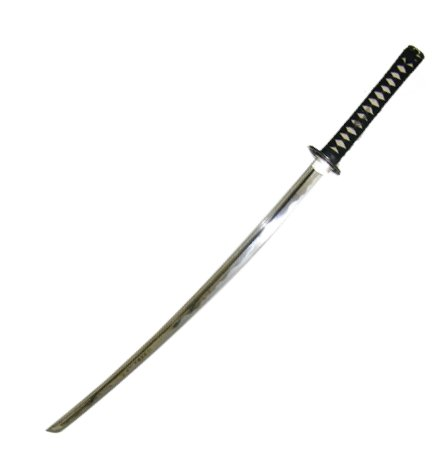
Iaitō

Iaitō (jap. 居合刀) – nazwa ogólna treningowych mieczy samurajskich (broń ćwiczebna) do iaidō (najczęściej wakizashi, katana, tanto, ale także odachi, kodachi, naginata itp.). Wykonane czasami podobnie jak prawdziwe miecze, ze stali, lecz najczęściej ze stopów aluminium i cynku. Od prawdziwych mieczy odróżnia je tępa głownia (aby zwiększyć bezpieczeństwo ich używania) oraz mniej ozdobne koshirae (elementy ozdobne miecza).